# 坊っちゃん文学賞
坊っちゃん文学賞（ぼっちゃんぶんがくしょう）は、愛媛県松山市による公募形式による文学賞である。
1989年の市政100周年を機に創設され、青春文学の登竜門として知られた。
2019年度（第16回）からは、ショートショート専門の賞として開催されている。 

## 概要
2017年度（第15回）までは隔年開催され、小説部門では400字詰め原稿用紙80 - 100枚、2017年度のみ設けられたショートショート部門では400字詰め原稿用紙15枚以下の短編小説が募集された。ショートショート部門は、松山市出身の俳人・正岡子規と、子規の親友でもある夏目漱石が2017年、生誕150年となることを記念したもの。
2019年度（第16回）のリニューアルから毎年開催となり、4000字以下のショートショートが募集されている。
大賞受賞作はマガジンハウス社刊行の「鳩よ!」誌上に掲載されていたが、休刊に伴って「ダカーポ」「クウネル」、2019年度（第16回）からは「ダ・ヴィンチ」と移り変わっている。

## 受賞作一覧

### 第1回-19回
| 回（年）         | 応募数               | 賞                | 受賞・入選作                               | 著者       | 初刊       | 文庫化     |
| ---------------- | -------------------- | ----------------- | ------------------------------------------ | ---------- | ---------- | ---------- |
| 第1回（1989年）  | 1386編               | 大賞              | 「今日もクジラは元気だよ」                 | 月本裕     | 1990年12月 |            |
| 第1回（1989年）  | 1386編               | 佳作              | 「テクノデリック・ブルー」                 | 鳥羽耕史   |            |            |
| 第1回（1989年）  | 1386編               | 佳作              | 「シェイク」                               | 原尚彦     |            |            |
| 第2回（1991年）  | 740編                | 大賞              | 「魚のように」                             | 中脇初枝   | 1993年3月  | 1997年10月 |
| 第2回（1991年）  | 740編                | 佳作              | 「ある登校拒否児の午後」                   | 竹森茂裕   |            |            |
| 第2回（1991年）  | 740編                | 佳作              | 「鳥人の儀礼」                             | 四十雀亮   |            |            |
| 第3回（1993年）  | 1057編               | 大賞              | 「土曜日の夜 The Heart of Saturday Night」 | 光山明美   | 1994年10月 |            |
| 第3回（1993年）  | 1057編               | 大賞              | 「ノスタルジア」                           | 巌谷藍水   |            |            |
| 第3回（1993年）  | 1057編               | 佳作              | 「燕よ、春をつれてこい」                   | 北沢渚     |            |            |
| 第4回（1995年）  | 1164編               | 大賞              | 「がんばっていきまっしょい」               | 敷村良子   | 1996年7月  | 2005年6月  |
| 第4回（1995年）  | 1164編               | 佳作              | 「夏の日」                                 | 鳴沢恵     |            |            |
| 第4回（1995年）  | 1164編               | 佳作              | 「父のラブレター」                         | 河野敬子   |            |            |
| 第5回（1997年）  | 1037編               | 大賞              | 「映写機カタカタ」                         | 大武 完    |            |            |
| 第5回（1997年）  | 1037編               | 佳作              | 「温故堂の二階から」                       | 武石貞文   |            |            |
| 第5回（1997年）  | 1037編               | 佳作              | 「ランニング・シャドウ」                   | 加藤唱子   |            |            |
| 第6回（1999年）  | 910編                | 大賞              | 「マジックドラゴン」                       | 長屋潤     | 2000年7月  |            |
| 第6回（1999年）  | 910編                | 佳作              | 「ゆれる甲板」                             | 岡田京子   |            |            |
| 第6回（1999年）  | 910編                | 佳作              | 「ゆうぐれ」                               | 桜井ひかり |            |            |
| 第7回（2001年）  | 811編                | 大賞              | 「富士川」                                 | 鬼丸智彦   | 2006年6月  |            |
| 第7回（2001年）  | 811編                | 大賞              | 「卵の緒」                                 | 瀬尾まいこ | 2002年11月 | 2007年7月  |
| 第8回（2003年）  | 1008編               | 大賞              | 「三度目の正直」                           | 浅井柑     | 2004年12月 |            |
| 第8回（2003年）  | 1008編               | 佳作              | 「二重奏」                                 | 岩下啓亮   |            |            |
| 第8回（2003年）  | 1008編               | 佳作              | 「激痛ロード・グラフィティー」             | 時田慎也   |            |            |
| 第9回（2005年）  | 1067編               | 大賞              | 「ゆくとし くるとし」                      | 大沼紀子   | 2006年11月 | 2013年4月  |
| 第9回（2005年）  | 1067編               | 佳作              | 「坂の下の蜘蛛」                           | 高橋亮光   |            |            |
| 第9回（2005年）  | 1067編               | 佳作              | 「明日へ帰れ」                             | 無茶雲     |            |            |
| 第10回（2007年） | 1048編               | 大賞              | 「タロウの鉗子」                           | 甘木つゆこ | 2008年9月  |            |
| 第10回（2007年） | 1048編               | 佳作              | 「君が咲く場所」                           | こみこみこ |            |            |
| 第10回（2007年） | 1048編               | 佳作              | 「ともだちごっこ」                         | 吉乃かのん |            |            |
| 第11回（2009年） | 1138編               | 大賞              | 「右手左手、左手右手」                     | ふじくわ綾 |            |            |
| 第11回（2009年） | 1138編               | 大賞              | 「なれない」                               | 村崎えん   |            |            |
| 第12回（2011年） | 1057編               | 大賞              | 「桃と灰色」                               | 真枝志保   |            |            |
| 第12回（2011年） | 1057編               | 佳作              | 「星々」                                   | 遊部香     |            |            |
| 第12回（2011年） | 1057編               | 佳作              | 「チチノチ」                               | 白崎由宇   |            |            |
| 第13回（2013年） | 1060編               | 大賞              | 「キラキラハシル」                         | 桐りんご   |            |            |
| 第13回（2013年） | 1060編               | 佳作              | 「日曜日の翌日はいつも」                   | 相川英輔   |            |            |
| 第13回（2013年） | 1060編               | 佳作              | 「赤いろ黄信号」                           | 仲村萌々子 |            |            |
| 第14回（2015年） | 911編                | 大賞              | 「名もない花なんてものはない」             | 卯月イツカ |            |            |
| 第14回（2015年） | 911編                | 佳作              | 「ひかり駆ける」                           | 吉田勉     |            |            |
| 第15回（2017年） | 小説部門             | 小説部門          | 小説部門                                   | 小説部門   | 小説部門   | 小説部門   |
| 第15回（2017年） | 854編                | 大賞              | 「ルカの麒麟」                             | 鈴川紗以   |            |            |
| 第15回（2017年） | 854編                | 佳作              | 「坂道」                                   | 塩見知伸   |            |            |
| 第15回（2017年） | 854編                | 佳作              | 「星の紛れ」                               | 荒木佳純   |            |            |
| 第15回（2017年） | ショートショート部門 |                   |                                            |            |            |            |
| 第15回（2017年） | 1087編               | 大賞              | 「オトナバー」                             | 塚田浩司   |            |            |
| 第15回（2017年） | 1087編               | 佳作              | 「shell work」                             | 小狐裕介   |            |            |
| 第15回（2017年） | 1087編               | 子規・漱石 特別賞 | 「はるのうた」                             | 松山帖句   |            |            |

### 第20回-
| 回（年）         | 応募数 | 賞   | 受賞・入選作                   | 著者               |
| ---------------- | ------ | ---- | ------------------------------ | ------------------ |
| 第16回（2019年） | 5628編 | 大賞 | 「羽釜」                       | 高野ユタ           |
| 第16回（2019年） | 5628編 | 佳作 | 「思い出カジノ」               | 眞山マサハル       |
| 第16回（2019年） | 5628編 | 佳作 | 「今夜だけスーパースター」     | 草間小鳥子         |
| 第16回（2019年） | 5628編 | 佳作 | 「ダンスの神様」               | 福井雅             |
| 第16回（2019年） | 5628編 | 佳作 | 「プリンター」                 | 松野志部彦         |
| 第16回（2019年） | 5628編 | 佳作 | 「レトルト彼」                 | 霜月透子           |
| 第17回（2020年） | 9318編 | 大賞 | 「ドリームダイバー」           | 山猫軒従業員・黒猫 |
| 第17回（2020年） | 9318編 | 佳作 | 「象と暮らして」               | 森水陽一郎         |
| 第17回（2020年） | 9318編 | 佳作 | 「枕上げの夜」                 | 小笠原柚子         |
| 第17回（2020年） | 9318編 | 佳作 | 「家の家出」                   | 石原三日月         |
| 第17回（2020年） | 9318編 | 佳作 | 「ハードルの係」               | 藤白幸枝           |
| 第17回（2020年） | 9318編 | 佳作 | 「海辺のカプセル」             | 霜月透子           |
| 第18回（2021年） | 6952編 | 大賞 | 「月光キネマ」                 | 椿あやか           |
| 第18回（2021年） | 6952編 | 佳作 | 「再配達」                     | 知花沙季           |
| 第18回（2021年） | 6952編 | 佳作 | 「魚のタトゥー」               | 藤原あゆみ         |
| 第18回（2021年） | 6952編 | 佳作 | 「父の化石頭」                 | 中乃森豊           |
| 第18回（2021年） | 6952編 | 佳作 | 「どっちつかズ」               | 石原三日月         |
| 第18回（2021年） | 6952編 | 佳作 | 「わたしは西瓜が食べられない」 | 伊藤見桜           |
| 第19回（2022年） | 7026編 | 大賞 | 「ジャイアントキリン群」       | そるとばたあ       |
| 第19回（2022年） | 7026編 | 佳作 | 「嘘つきは透明のはじまり」     | 草間小鳥子         |
| 第19回（2022年） | 7026編 | 佳作 | 「空色ネイル」                 | 内池陽奈           |
| 第19回（2022年） | 7026編 | 佳作 | 「幻島」                       | 霜月透子           |
| 第19回（2022年） | 7026編 | 佳作 | 「メトロポリスの卵」           | 石原三日月         |
| 第19回（2022年） | 7026編 | 佳作 | 「野次馬スター」               | 中乃森豊           |
| 第20回（2023年） | 8014編 | 大賞 | 「ライフ・イズ・ア・ムービー」 | 望月滋斗           |
| 第20回（2023年） | 8014編 | 佳作 | 「鯉のぼり」                   | 藤原チコ           |
| 第20回（2023年） | 8014編 | 佳作 | 「砂道教室」                   | 尻野ベロ彦         |
| 第20回（2023年） | 8014編 | 佳作 | 「純愛の繭」                   | たておきちはる     |
| 第20回（2023年） | 8014編 | 佳作 | 「のどぼとけさま」             | 望月滋斗           |
| 第20回（2023年） | 8014編 | 佳作 | 「ルビぃなヤツら」             | まり。             |

## 選考委員
- 第1回 - 第5回  - 景山民夫、椎名誠［審査委員長］、高橋源一郎、中沢新一、早坂暁
- 第6回 - 第14回 - 椎名誠［審査委員長］、高橋源一郎、中沢新一、早坂暁
- 第15回 -【小説部門】椎名誠［審査委員長］、早坂暁、中沢新一、高橋源一郎

　　　　　 【ショートショート部門】田丸雅智［審査委員長］、ウェス・じゃん＝まーく、神野紗希、水鏡なお
- 第16回 - 第18回 - 田丸雅智［審査委員長］、大原さやか、山戸結希